# Palaiargia ernstmayri
Palaiargia ernstmayri là một loài chuồn chuồn kim trong họ Coenagrionidae.
Palaiargia ernstmayri được Lieftinck miêu tả khoa học năm 1972.